# Dalekozor
Dalekozor je optički instrument za promatranje udaljenih predmeta, koji se kroz njega vide pod većim vidnim kutom, a to stvara dojam da se udaljenost predmeta smanjila. Prema tome da li se zrake svjetlosti u dalekozoru lome ili reflektiraju, dalekozori se dijele u dioptričke, katoptričke i katadioptričke. Prvi dalekozor konstruirao je vjerojatno u Italiji oko 1590. Giambattista della Porta. Saznavši za to otkriće, izradio ga je i Galileo Galilei i opisao način njegove izradbe. Godine 1609. otkrio je Galilei s pomoću dalekozora Jupiterove satelite, Saturnov prsten i pjege na Suncu. Po Keplerovoj teoriji o dalekozoru (1611.) izgrađen je prvi astronomski (Keplerov) dalekozor (teleskop), koji se u astronomiji održao do danas. Kako bi izbjegli aberaciju leća, astronomi su umjesto leće počeli stavljati sferno udubljeno zrcalo. Takvim dalekozorom (reflektorom), koji je sam konstruirao, prvi je promatrao nebo Isaac Newton (1671.). Prvo veliko zrcalo za reflektore s promjerom od 122 cm i žarišnom daljinom od 10 m izradio je William Herschel (1756.). U današnje doba za astronomske svrhe grade se uglavnom samo golemi reflektorski teleskopi, i to s paraboličnim zrcalima. Takvim su instrumentima u naše doba omogućeni novi prodori u daljine svemira.

## Galilejev dalekozor
Galilejev dalekozor je vrsta refraktora kojemu je objektiv sabirna (konveksna) leća, a okular rastresna (konkavna) leća. Galilejev dalekozor se sastoji od sabirne leće s velikom žarišnom daljinom i rastresne leće s malom žarišnom daljinom. Prva leća služi kao objektiv, a druga kao okular. Pri promatranju predmeta namjesti se razmak leća tako da se stražnje žarište jedne i druge leće podudara. Ako je f1 žarišna daljina objektiva, a f2 žarišna daljina okulara, onda je razmak objektiva i okulara:
{\displaystyle l=f_{1}-f_{2}}
a to je ujedno duljina dalekozora. Objektiv od sitnog dalekog predmeta načini realnu i obrnutu sliku. No prije negoli ta slika nastane, udare zrake na okular. Za okular je zamišljen (imaginaran) svjetli predmet od kojeg nastane prividna (virtualna), uspravna i povećana slika.

## Dalekozor s prizmama
Dalekozor s prizmama je tako konstruiran da se pomoću dviju prizama dobije uspravna slika. Na katetnim plohama svake prizme vrši se dvaput totalna refleksija zrake koja dolazi od objektiva, pa se slika okrene i postane uspravna. Zraka izlazi iz okulara paralelno pomaknuta prema svojem prvobitnom položaju. Ovaj dalekozor je binokularni, pa se može gledati s oba oka. Objektivi su jače razmaknuti od okulara, čime se postiže plastičnost, a duljina dalekozora je malena.

## Svjetlosna jakost dalekozora
Za dobro i jasno gledanje kroz svaki dalekozor važno je njegovo povećanje, jasnoća slike i vidno polje. Dalekozori prizmatične konstrukcije znatno su kraći od Galilejevih, a uz to i širi, omogućuju veća povećanja, a vidno polje im je do 3 puta veće. Na gornjoj strani dalekozora s prizmama označeno je povećanje i otvor objektiva u milimetrima. Na primjer 6 X 30, što znači da je povećanje 6 puta, a otvor objektiva 30 mm. Ima dalekozora s prizmama s raznim povećanjima od 3 do 12 puta, već prema svrsi za koju su određeni. 
Kroz objektiv svakog dalekozora ulaze zrake svjetlosti, pa što je on širi, ući će u njega više svjetlosti i slika će biti jasnija i oštrija. Međutim kod sve većeg povećanja slika bi bila sve manje i manje jasna. To je zbog toga što se pri većem povećanju ista količina svjetlosti razdijeli na veću površinu slike. Odatle vidimo da treba povećanje, jasnoću i vidno polje dalekozora dovesti kod konstrukcije dalekozora u takav uzajamni sklad da slika bude što jasnija, a vidno polje dovoljno za onu svrhu za koju je dalekozor određen. 
Jasnoća slike ovisi o takozvanoj svjetlosnoj jakosti objektiva. Svjetlosna jakost objektiva ovisi o promjeru leće d i o žarišnoj daljini f. Što je veći promjer leće prema žarišnoj daljini, to je veća svjetlosna jakost objektiva, jer će u dalekozor ući više zraka svjetlosti. Imaju li dva objektiva isti promjer, onda je za svjetlost jači objektiv manje žarišne daljine. Imaju li pak jednake žarišne daljine, jači je za svjetlost objektiv većega promjera. 
Svjetlosna jakost F objektiva izražava se omjerom:
{\displaystyle F={\frac {d}{f}}}
taj se omjer zove relativni otvor objektiva. Ako je na primjer promjer leće 10 mm, a žarišna daljina 120mm, onda je relativni otvor objektiva:
{\displaystyle {\frac {d}{f}}={\frac {10}{120}}={\frac {1}{12}}}
Što je manji nazivnik, to je veća svjetlosna jakost objektiva. Ako je na primjer svjetlosna jakost objektiva 1 : 6,3 to znači da je kod promjera leće od 10 mm žarišna daljina 63 mm. Najveća dosada postignuta svjetlosna jakost objektiva je 1 : 1,5 za fotografske kamere, a 1 : 0,9 za kino projektore.